# Pigeon (Grenadines)
Pour les articles homonymes, voir Pigeon (homonymie) et Pigeon.
Pigeon est une île inhabitée caribéenne de l'archipel des Grenadines dans la région des Petites Antilles. Son statut administratif relève de Saint-Vincent-et-les-Grenadines.
Située au sud-ouest d'Isle-à-Quatre, seuls quelque 400 mètres la séparent de sa voisine à la superficie plus importante.
En 1987, l'île reçoit le statut de réserve naturelle pour la faune sauvage.